# Campionato Europeo UEFS 1998
Il quinto Campionato europeo di futsal (calcio da sala) denominato Eurofutsal, organizzato dalla UEFS si è svolto in diverse città della Slovacchia nel 1998 ed ha visto la partecipazione di otto formazioni nazionali. La Slovacchia campione in carica e paese ospitante ha abdicato alla Russia, giungendo terza.

## Classifica finale
- Russia
- Spagna
- Slovacchia
- Bielorussia
- Repubblica Ceca
- Francia
- Portogallo
- Belgio